# A+E Networks
A&E Television Networks LLC (AETN), más conocido como A+E Networks es una empresa de medios de comunicación propietaria de varios canales de televisión por cable y satélite. A&E significa Arts & Entertainment (Artes y Entretenimiento).
La empresa es propiedad en consorcio de Hearst Communications y Walt Disney Television. NBCUniversal fue también copropietario de una parte de la empresa, pero en julio de 2012, NBCUniversal anunció la venta del porcentaje de participación en la empresa a Disney.

## Canales de televisión
Los canales de A+E Networks incluyen:
- A&E
- History
- History 2
- Lifetime
- History en Español
- Crime & Investigation Network
- Lifetime Movie Network
- Lifetime Real Women
- Military History
- FYI

## A+E Networks International
A + E Networks International es la división internacional de A+E Networks, que maneja las operaciones internacionales fuera de los Estados Unidos, principalmente a través de empresas conjuntas. A&E es miembro asociado de: The Caribbean Cable & Telecommunications Association y The Caribbean Cable Cooperative.

### A+E Networks en América Latina

Logo usado desde 2011 hasta 2017.

A+E Networks Latin America se formó en 1996 a través de una empresa conjunta entre A&E Television Networks y el proveedor de televisión de paga en Latinoamérica OLE Communications. Con sede en Miami, A+E Networks Latin America también tiene operaciones en Venezuela,

### A+E Networks UK
A + E Networks UK es una empresa conjunta de A & E Television Networks y el mayor proveedor de televisión por cable del Reino Unido, the British Sky Broadcasting (BSkyB) a través de la división Sky Ventures. Anteriormente operaba bajo los nombres de The History Channel UK y AETN UK. A+E Networks UK opera canales en toda la región de Europa, así como en el Oriente Medio y en África.

### A+E Networks Asia
A + E Networks Asia se formó en abril de 2007 a través de una empresa conjunta entre A&E Television Networks y el proveedor de televisión de paga en Malasia Astro. Con sede en Singapur, A+E Networks Asia también tiene operaciones en Kuala Lumpur, Malasia. AAAN actualmente opera cuatro canales en la región asiática.
En 2009, AETN Networks Asia llegó a unos USD 800.000 junto con un acuerdo de coproducción con la Corporación Nacional para el Desarrollo del Cine de Malasia (National Film Development Corporation of Malaysia) para producir programas que se ofrecerán a través de sus canales. Recientemente se ha contratado a SPE Networks como representante regional de ventas a través de la región del sudeste asiático.

## A+E Networks Home Entertainment
A+E Networks Home Entertainment es la división de entretenimiento para el hogar de A+E Networks. Crea y distribuye contenido de la compañía en A&E, el desaparecido Bio y History. También distribuye contenido que ha adquirido los derechos a la inclusión de las exitosas series de televisión estadounidenses, las comedias británicas y programación deportiva, entre otros.
Desde hace más de siete años, la personalidad de la televisión Timberly Whitfield se desempeñó como ejecutivo de programación y productora de varias series de A+E.
A+E Networks Home Entertainment distribuye actualmente los siguientes títulos:

### Series de televisión
- A Nero Wolfe Mystery
- Brooklyn South
- Courageous Cat and Minute Mouse
- La doctora Quinn
- Danger Mouse
- Ellen
- Farscape
- Highway to Heaven
- Homicide: Life on the Street
- Intervention
- Hoarders
- The Kids in the Hall
- Mickey Spillane's Mike Hammer
- Peter Gunn
- Profiler
- Weird Science
- Zorro

### Televisión británica
- The Avengers
- The Benny Hill Show
- Captain Scarlet and the Mysterons
- Fireball XL5
- Hammer House of Horror
- Jeeves and Wooster
- Joe 90
- Monty Python's Flying Circus
- Mr. Bean
- The Persuaders!
- The Prisoner
- The Protectors
- Rex the Runt
- Rumpole of the Bailey
- Sapphire & Steel
- Secret Agent
- The Saint
- The Secret Service
- Space: 1999
- Stingray
- Supercar
- Terrahawks
- Thomas and Sarah
- Thunderbirds
- The Tomorrow People
- Timeslip
- UFO